# Мирон Іван Васильович
Мѝрон Іван Васильович (нар. 9 березня 1929, с. Росішка Рахівського району — 7 травня 2025) — останній в'язень сталінських таборів, 25 років провів у ГУЛАГу, член ОУН. Вчитель, був дяком у церкві «Всіх святих» УГКЦ, активіст та громадський діяч.

## Життєпис
Народився 9 березня 1929 року у с. Росішка Рахівського району. У 1935 р. розпочав навчання у місцевій школі. У 1949 р. закінчив Великобичківську десятирічку. Працював учителем початкових класів у с. Чорна Тиса.
У дитячому віці належав до т. зв. «вовченят» (пластові новаки). Був активним учасником антирадянського руху.
Восени 1950 року відмовився служити в армії окупантів.
У травні 1951 р. зраджений і арештований. Слідство велося в Ужгородській тюрмі. У січні 1952 р. отримав вирок — 25 років суворого режиму: Харків, Новосибірськ, Красноярськ, етап по р. Єнісей до Норильська. У 1953 р. — учасник повстання політв'язнів в Норильську. З 1955 до 1961 р. — «озерлаг».
У 1961 р. переведений у мордовські табори, де відбув ще 15 років. За 12 днів до кінця строку доставлений в Ужгородську тюрму.
Навесні 1976 р. у суботу 22 травня побачив волю.

Реабілітований 18 липня 2019 року, ставши першим реабілітованим дисидентом.
В 1950-му мені прийшла повістка в армію. Давати присягу влади, яка стільки зла принесла моїй сім'ї і всієї України, я не міг, тому зв'язався з Міхайлінюком і перейшов на нелегальне становище. Періодично зустрічався з активістами ОУН та Української повстанської армії (УПА), виконував їх завдання. У квітні 1951-го я роззброїв охоронця в нашій сільраді — відібрав у нього три карабіни з набоями. А через місяць нашу групу з 18 осіб затримали — «постарався» зрадник …
Помер 7 травня 2025 року у рідному селі у віці 97 років.

### Ув'язнення
У січні 1952 року військовий трибунал на закритому судовому засіданні визнав заарештованих винними в зраді батьківщині, участі в контрреволюційній організації і засудив до різних термінів позбавлення волі. Шістьом із засуджених, у тому числі Івану Мирону, дали по 25 років таборів.
У Норильську було багато німців — переважно колишніх есесівців і гестапівців, а також угорські та японські військовослужбовці. Усі іноземці отримали вироки радянських судів за воєнні злочини. Вони працювали нарівні з усіма. Намагалися триматися окремими національними групами, проте робочі бригади умисно «тасували», щоб не допустити зближення. Ми ставилися один до одного з повагою, не ворогували. Українці найбільше зближувалися з прибалтами, особливо литовцями. Називали їх своїми побратимами і однаково ненавиділи радянську владу, яка принесла стільки бід нашим народам. Але так витончено проклинати комуністів, як репресовані греки, в таборі не вмів ніхто. Всіх нас, незалежно від громадянства і національності, адміністрація називала фашистами. Після арешту Берії ув'язнених спробували перейменувати в «берієвцев», але ця кличка не прижилася.
У Норильську Мирон відпрацював до закриття «Норильлагу» в 1956 році. Потім його відправили в Іркутську область, де радянські ув'язнені будували залізницю (Транссибірську магістраль) разом із японськими військовополоненими. А з 1961 року і до закінчення терміну ув'язнення Іван Васильович пробув у мордовських таборах.
Після XX з'їзду КПРС та розвінчання культу особи Сталіна частину політв'язнів звільнили. Іван Мирон до цього переліку не потрапив, оскільки не визнавав провини і не каявся. На початку 1960-х, коли в Українській РСР прийняли новий Кримінальний кодекс, який зменшив максимальний термін ув'язнення з 25 років до 15, почалася нова хвиля звільнень. Хто саме з «25-літників» заслуговує свободу, вирішували спеціальні комісії.
У травні 1976 року Мирона етапували з Мордовії до Москви, а звідти літаком у супроводі чотирьох офіцерів КДБ — в Ужгород. Останній день його укладення припав на суботу. За законом він мав відсидіти його повністю, проте після півночі починалася неділя. Виходило так, що у вихідний ув'язненого звільняти не можна, а тримати його за ґратами довше терміну — теж порушення. Тому начальство вирішило відпустити Івана Мирона в суботу о 6:00 вечора. Таким чином, термін його ув'язнення склав 25 років без шести годин.
— За мною приїхав брат, і ми вирушили автобусом в рідне село. Пам'ятаю, як дивно для мене було бачити на волі дітей і жінок. На той момент мені виповнилося 47 років, 25 з яких довелося відсидіти за колючим дротом… Через рік після повернення я знайшов собі пару — одружився на дівчині з сусіднього села, з якою живемо у мирі та злагоді до сих пір.

## Родина
Дружина Мирон Христина Юріївна. Дітей не мав.